# IC 254
IC 254 је спирална галаксија у сазвјежђу Кит која се налази на листи објеката дубоког неба у Индекс каталогу.
Деклинација објекта је - 15° 6' 26" а ректасцензија 2h 42m 4,8s. Привидна величина (магнитуда) објекта IC 254 износи 15,2 а фотографска магнитуда 16,0.